# Peșteana de Jos
Peșteana de Jos – wieś w Rumunii, w okręgu Gorj, w gminie Fărcășești. W 2011 roku liczyła 1114 mieszkańców.